# دونالد يوجين تشامبرز
دونالد يوجين تشامبرز (بالإنجليزية: Donald Eugene Chambers)‏ هو عسكري أمريكي، ولد في 23 نوفمبر 1930، وتوفي في 18 يوليو 1999 في إل باسو في الولايات المتحدة.